# Claude Caillol
Claude Caillol (Aubage, 1955) és un pintor francès que destacava inicialment en la recuperació de la pintura com a tècnica en l'escena artística marsellesa. La seva carrera evolucionaria cap a una reflexió sobre la producció industrial i la
realitat quotidiana a través d'unes posades en escena d'estil objet-trouvé que l'han convertit en un explorador de les possibilitats estètiques del plàstic.